# Discografia dei Theory of a Deadman
La discografia dei Theory of a Deadman comprende 5 album in studio, 28 singoli e 19 video musicali.

## Album in studio
| Album                                                                                          | Posizione massima | Posizione massima | Posizione massima | Posizione massima | Posizione massima | Posizione massima | Posizione massima | Certificazione                   |
| Album                                                                                          | CAN               | US                | US Rock           | US Alt.           | US Hard Rock      | US Dig.           | UK                | Certificazione                   |
| ---------------------------------------------------------------------------------------------- | ----------------- | ----------------- | ----------------- | ----------------- | ----------------- | ----------------- | ----------------- | -------------------------------- |
| Theory of a Deadman - Pubblicato: 17 settembre 2002 - Etichetta: 604 Records - Formati: CD     | 4                 | 85                | —                 | —                 | —                 | —                 | —                 | - Canada: Platino                |
| Gasoline - Pubblicato: 29 marzo 2005 - Etichetta: Roadrunner Records - Formati: CD             | 10                | 58                | —                 | —                 | —                 | —                 | —                 | - Canada: Platino                |
| Scars & Souvenirs - Pubblicato: 1º aprile 2008 - Etichetta: Roadrunner Records - Formati: CD   | 2                 | 26                | 6                 | 5                 | 1                 | —                 | 106               | - Canada: Platino - USA: Platino |
| The Truth Is... - Pubblicato: 12 luglio 2011 - Etichetta: Roadrunner Records - Formati: CD, LP | 2                 | 8                 | 1                 | 2                 | 1                 | —                 | 68                | - Canada: Oro                    |
| Savages - Pubblicato: 29 luglio 2014 - Etichetta: Roadrunner Records - Formati: CD, LP         | 4                 | 8                 | 4                 | 1                 | 1                 | 7                 | 41                |                                  |

## Extended play
- 2015 – Angel Acoustic

## Singoli
| Year                                                                                 | Single                             | Peak chart positions | Peak chart positions | Peak chart positions | Peak chart positions | Peak chart positions | Peak chart positions | Peak chart positions | Peak chart positions | Peak chart positions | Peak chart positions | Peak chart positions | Album               |
| Year                                                                                 | Single                             | CAN                  | CAN Alt              | CAN Rock             | US                   | US Pop               | US Main              | US Alt               | US Rock              | US Adult             | UK                   | BEL                  | Album               |
| ------------------------------------------------------------------------------------ | ---------------------------------- | -------------------- | -------------------- | -------------------- | -------------------- | -------------------- | -------------------- | -------------------- | -------------------- | -------------------- | -------------------- | -------------------- | ------------------- |
| 2002                                                                                 | Nothing Could Come Between Us      | 2                    | ×                    | ×                    | —                    | —                    | 8                    | —                    | —                    | —                    | —                    | —                    | Theory of a Deadman |
| 2003                                                                                 | Make Up Your Mind                  | 13                   | ×                    | ×                    | —                    | —                    | 13                   | 38                   | —                    | 36                   | —                    | 41                   | Theory of a Deadman |
| 2003                                                                                 | Point to Prove                     | —                    | ×                    | ×                    | —                    | —                    | —                    | —                    | —                    | —                    | —                    | —                    | Theory of a Deadman |
| 2003                                                                                 | The Last Song                      | —                    | ×                    | ×                    | —                    | —                    | —                    | —                    | —                    | —                    | —                    | —                    | Theory of a Deadman |
| 2005                                                                                 | No Surprise                        | 1                    | ×                    | ×                    | —                    | —                    | 8                    | 24                   | —                    | —                    | —                    | —                    | Gasoline            |
| 2005                                                                                 | Say Goodbye                        | —                    | ×                    | ×                    | —                    | —                    | 22                   | —                    | —                    | —                    | —                    | —                    | Gasoline            |
| 2005                                                                                 | Santa Monica                       | —                    | ×                    | ×                    | —                    | —                    | 27                   | —                    | —                    | —                    | —                    | —                    | Gasoline            |
| 2005                                                                                 | Hello Lonely (Walk Away from This) | —                    | ×                    | ×                    | —                    | —                    | 30                   | —                    | —                    | —                    | —                    | —                    | Gasoline            |
| 2005                                                                                 | Better Off                         | —                    | ×                    | ×                    | —                    | —                    | —                    | —                    | —                    | —                    | —                    | —                    | Gasoline            |
| 2006                                                                                 | Since You've Been Gone             | 57                   | ×                    | ×                    | —                    | —                    | —                    | —                    | —                    | —                    | —                    | —                    | Gasoline            |
| 2008                                                                                 | So Happy                           | 58                   | ×                    | ×                    | —                    | —                    | 2                    | 17                   | —                    | —                    | —                    | —                    | Scars & Souvenirs   |
| 2008                                                                                 | Bad Girlfriend                     | 42                   | ×                    | ×                    | 75                   | —                    | 1                    | 6                    | —                    | —                    | —                    | —                    | Scars & Souvenirs   |
| 2008                                                                                 | All or Nothing                     | 22                   | ×                    | ×                    | 99                   | 40                   | —                    | —                    | —                    | 17                   | —                    | —                    | Scars & Souvenirs   |
| 2008                                                                                 | Hate My Life                       | 65                   | ×                    | ×                    | 107                  | —                    | 3                    | 22                   | 26                   | —                    | 92                   | —                    | Scars & Souvenirs   |
| 2008                                                                                 | Not Meant to Be                    | 53                   | ×                    | ×                    | 55                   | 19                   | —                    | —                    | —                    | 4                    | —                    | 53                   | Scars & Souvenirs   |
| 2009                                                                                 | By the Way                         | —                    | ×                    | ×                    | —                    | —                    | 16                   | —                    | 34                   | —                    | —                    | —                    | Scars & Souvenirs   |
| 2009                                                                                 | Wait for Me                        | —                    | ×                    | ×                    | —                    | —                    | —                    | —                    | —                    | 30                   | —                    | —                    | Scars & Souvenirs   |
| 2010                                                                                 | Little Smirk                       | —                    | ×                    | ×                    | —                    | —                    | 15                   | —                    | 33                   | —                    | —                    | —                    | Scars & Souvenirs   |
| 2010                                                                                 | End of the Summer                  | —                    | ×                    | ×                    | 14                   | —                    | —                    | —                    | —                    | —                    | —                    | —                    | Scars & Souvenirs   |
| 2011                                                                                 | Lowlife                            | 55                   | 31                   | 3                    | 114                  | —                    | 1                    | 25                   | 4                    | —                    | —                    | 80                   | The Truth Is...     |
| 2011                                                                                 | Out of My Head                     | —                    | —                    | —                    | —                    | —                    | —                    | —                    | —                    | 28                   | —                    | —                    | The Truth Is...     |
| 2011                                                                                 | Bitch Came Back                    | —                    | 46                   | 31                   | —                    | —                    | 14                   | 40                   | 30                   | —                    | —                    | —                    | The Truth Is...     |
| 2012                                                                                 | Hurricane                          | —                    | —                    | 7                    | —                    | —                    | 5                    | —                    | 22                   | 40                   | —                    | —                    | The Truth Is...     |
| 2012                                                                                 | Gentleman                          | —                    | —                    | 34                   | —                    | —                    | 28                   | —                    | —                    | —                    | —                    | —                    | The Truth Is...     |
| 2012                                                                                 | Head Above Water                   | —                    | —                    | —                    | —                    | —                    | —                    | —                    | —                    | —                    | —                    | —                    | The Truth Is...     |
| 2012                                                                                 | Easy to Love You                   | —                    | —                    | —                    | —                    | —                    | —                    | —                    | —                    | —                    | —                    | —                    | The Truth Is...     |
| 2014                                                                                 | Drown                              | —                    | 31                   | 2                    | —                    | —                    | 4                    | —                    | —                    | —                    | —                    | —                    | Savages             |
| 2014                                                                                 | Savages (feat. Alice Cooper)       | —                    | 50                   | —                    | —                    | —                    | —                    | —                    | —                    | —                    | —                    | —                    | Savages             |
| 2017                                                                                 | Rx                                 | —                    | —                    | —                    | —                    | —                    | —                    | —                    | —                    | —                    | —                    | —                    | Wake Up Call        |
| "×" indica un periodo in cui la classifica non esisteva o i dati non sono reperibili |                                    |                      |                      |                      |                      |                      |                      |                      |                      |                      |                      |                      |                     |

## Video musicali
| Year | Title                         | Album               | Director        |
| ---- | ----------------------------- | ------------------- | --------------- |
| 2002 | Nothing Could Come Between Us | Theory of a Deadman | Glenn Bennet    |
| 2003 | Make Up Your Mind             | Theory of a Deadman | Gregory Dark    |
| 2003 | Point to Prove                | Theory of a Deadman |                 |
| 2005 | No Surprise                   | Gasoline            | Dan Rush        |
| 2005 | Santa Monica                  | Gasoline            | Kyle Davison    |
| 2006 | Better Off                    | Gasoline            | Kyle Davison    |
| 2006 | Since You've Been Gone        | Gasoline            | Kyle Davison    |
| 2008 | So Happy                      | Scars & Souvenirs   | Colin Minihan   |
| 2008 | Bad Girlfriend                | Scars & Souvenirs   | Colin Minihan   |
| 2008 | All or Nothing                | Scars & Souvenirs   | Davin Black     |
| 2009 | Hate My Life                  | Scars & Souvenirs   | Bill Fishman    |
| 2009 | Not Meant to Be               | Scars & Souvenirs   | Tony Petrossian |
| 2009 | By the Way                    | Scars & Souvenirs   | Paul Boyd       |
| 2011 | Lowlife                       | The Truth Is...     | Paul Boyd       |
| 2011 | Bitch Came Back               | The Truth Is...     | Bill Fishman    |
| 2011 | Hurricane                     | The Truth Is...     | Paul Boyd       |
| 2012 | Easy To Love You              | The Truth Is...     | P. R Brown      |
| 2014 | Drown                         | Savages             | W.I.Z.          |
| 2014 | Savages                       | Savages             |                 |
| 2017 | Rx                            | Wake Up Call        |                 |